# Tragger Hippy
Tragger Hippy is een komisch tv-programma op de Vlaamse zender 2BE. Het programma is gebaseerd op het Britse Trigger Happy en wordt gemaakt door Tom Waes, Jan Van Looveren en Koen Van Impe onder de vleugels van het productiehuis Toreador. Het programma had ook een Nederlandse variant: Tequila. Sinds 2017 zijn herhalingen te zien op de zender CAZ.

## Geschiedenis
Tijdens het eerste seizoen heette het programma, net als het Britse origineel, nog Trigger Happy. Dit eerste seizoen was redelijk succesvol en er werd dan ook besloten om een tweede seizoen te maken. Omdat er reeds een Duits bedrijf eigenaar was van de merknaam Trigger Happy Productions, moest de titel van het programma veranderd worden. Het tweede seizoen droeg daarom de titel Tragger Hippy. Het tweede seizoen ging in september 2006 van start. In 2008 keerde Tragger Hippy terug op 2BE onder de titel Hagger Trippy.

## Typische kenmerken

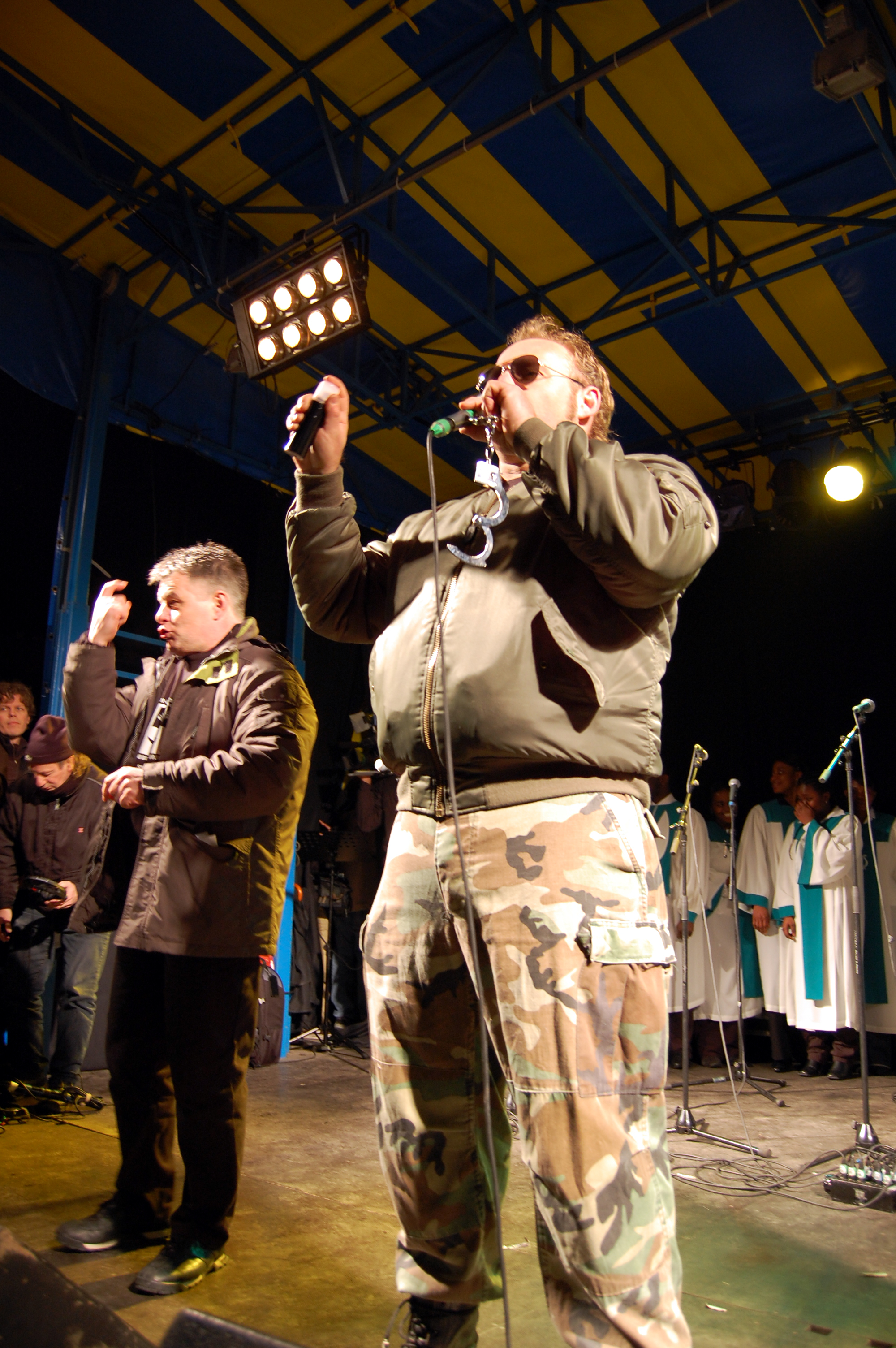
De Joeri tijdens de symbolische trouwpartij tegen racisme van Wouter Van Bellingen in Sint-Niklaas, 21 maart 2007.

Tragger Hippy wordt grotendeels opgenomen met verborgen camera's, waarmee absurde situaties en de reacties van omstanders daarop worden geregistreerd. Enkele typische grappen zijn:
- De man met de telefoon: Hierbij is er een man die op een openbare plek is en gebeld wordt op zijn 'gsm'. Dan haalt hij zijn gsm tevoorschijn, en dan is te zien dat die telefoon ongeveer een meter lang is. Ook praat hij heel hard, en gebruikt hij veel woorden als ja en nee. De man sluit altijd af met het woord 'Ciao'.
- De konijntjes: Hierbij zijn er twee mensen in konijnenpakken die, op een openbare plek waar veel mensen komen, overdreven, en op die manier grappige seksuele contacten hebben.
- De Joeri: Hierbij is een man in een legerpak ("ik ben de Joeri, en ik wil aangesproken worden als ‘De Joeri’") die op een drukke plek (bijvoorbeeld de tram, een rondvaartboot, een bingo of een toilet) roept dat hij voor de veiligheid zorgt. Dit zet hij kracht bij door iedere keer weer te zeggen "Ik heb handboeien en ik heb pepperspray. Ik los dat hier op op mijn manier", en "A'ight?" (Alright?).